# Ісюткіно
Ісю́ткіно (рос. Исюткино, марій. Исуткан) — присілок у складі Гірськомарійського району Марій Ел, Росія. Входить до складу Пайгусовського сільського поселення.

## Населення
Населення — 64 особи (2010; 71 у 2002).
Національний склад (станом на 2002 рік):
- гірські марійці — 100 %